# 트라팔가르 해전
트라팔가르 해전은 1805년 10월 21일 영국 해군과 프랑스 및 스페인 연합합대가 벌인 전투로, 나폴레옹 전쟁의 제3차 대프랑스 동맹 전쟁의 일부이다.
HMS 빅토리에 탑승한 허레이쇼 넬슨이 이끄는 27척의 영국 전열함은 피에르 빌뇌브가 이끄는 33척의 프랑스-스페인 연합함대를 격멸했다. 전투는 트라팔가르곶 바로 서쪽인 스페인 남서해안의 대서양에서 맞붙었다. 프랑스-스페인 연합함대는 22척의 전함을 잃었고, 영국 함대는 1척도 잃지 않았다. 이 승리를 통해 영국의 제해권이 우월하다는 것이 입증되었으며, 이는 넬슨의 해상 전략이 유효했기 때문에 가능한 일이었다. 전통적인 해전 방식은 적 함대가 평행선을 이룬 상태에서 교전하는 것이었지만, 넬슨은 2줄로 함대를 배치한 후 적 함대를 향해 가파르게 돌진했다.
전투 동안 넬슨은 프랑스 소총수에 저격되었고, 전투가 끝나기 직전 사망했다. 프랑스 빌뇌브 제독은 함선 부센트레와 함께 포로로 붙잡혔다. 스페인 함대의 고위 장교였던 페데리코 카를로스 그라비나는 연합함대의 잔여세력과 함께 도주했지만, 이 때 입은 부상으로 인해 5달 후 사망했다.

## 배경
1805년, 유럽 대륙은 나폴레옹 1세가 이끄는 프랑스 제1제국의 지배 하에 놓여 버렸지만, 해상은 여전히 영국이 장악했다. 영국은 해상 봉쇄를 통해 프랑스의 해군력을 억제하고, 영국 본토 침공을 막았다.
나폴레옹은 영국 본토 상륙 작전을 엄호하고자 이 해상 봉쇄를 돌파하라고 명령했다. 프랑스와 스페인(당시, 나폴레옹의 지배 하에 있었던)은 연합 함대를 편성, 해상 봉쇄를 돌파하고 불로뉴 항에 집결된 35만 원정군으로 영국 본토 상륙을 엄호하라는 임무를 받았다. 영국은 이를 허레이쇼 넬슨의 함대를 보내 맞섰다.

## 과정
영국 함대는 넬슨의 ‘빅토리’(HMS Victory)를 기함으로 하는 27척의 전열함이 주축이었고, 프랑스의 제독 피에르 빌뇌브가 이끄는 프랑스-스페인 연합 함대는 ‘부상테르’(Bucentaure)를 기함으로 하는 33척의 전열함이었다. 넬슨은 적의 대열을 갈라놓기 위해 2열 종대로 돌진하는 ‘넬슨 터치’라고 하는 전법을 사용했다. 빌뇌브도 다종렬에 의한 가르기 작전을 예측하여 돛에 많은 저격병을 배치했다.
연합 함대는 수적으로는 우위였으나 스페인 해군과 섞여 지휘 계통이 복잡하고, 사기나 숙련도가 낮고, 함재포의 발사 속도가 1발/3분 이었다. 그러나 영국 해군은 사기도, 숙련도도 높고, 발사 속도도 1발/1.5분으로 우수했다. 결국 연합 함대는 격침 1척, 포획 파괴 21척, 전사 3,200명, 포로 7,000명 이 었고, 제독 빌뇌브 또한 생포됐다.

영국 측은 전사 400명, 부상 1,200명이라는 비교적 가벼운 피해로 끝났지만, 넬슨은 교전 중 프랑스측 총탄에 저격됐으며, 피격후에도 4시간동안이나 지휘를 계속했지만 결국 다음의 말을 남기고 절명했다.
| “ | 신이여 감사합니다. 나는 임무를 완수했습니다.(Thank God I have done my duty) | ” |

## 같이 보기
- 제3차 대프랑스 동맹
- 영국은 각자가 자신의 의무를 다할 것을 기대한다